# I Państwowe Liceum i Gimnazjum im. Mieczysława Romanowskiego w Stanisławowie
I Państwowe Liceum i Gimnazjum im. Mieczysława Romanowskiego w Stanisławowie – polska szkoła z siedzibą w Stanisławowie w okresie II Rzeczypospolitej, od 1938 o statusie gimnazjum i liceum ogólnokształcącego.

## Historia
Pierwotnie za czasów I Rzeczypospolitej istniała szkoła, założona przez Jędrzeja Potockiego. Po jej ustaniu w 1728 zostało założone przez ojców jezuitów kolegium. Po I rozbiorze Polski (1772) i kasacie zakonu, w okresie zaboru austriackiego gimnazjum zostało upaństwowione w 1784. Zakład nosił nazwę Caesarei Stanislaopoliensis Gymnasii. W XIX wieku funkcjonowało jako „C. K. Gimnazjum w Stanisławowie”, a od około 1905 jako „C. K. Gimnazjum I z polskim językiem wykładowym”.
W 1905 powstało C. K. II Gimnazjum z polskim językiem wykładowym w Stanisławowie.

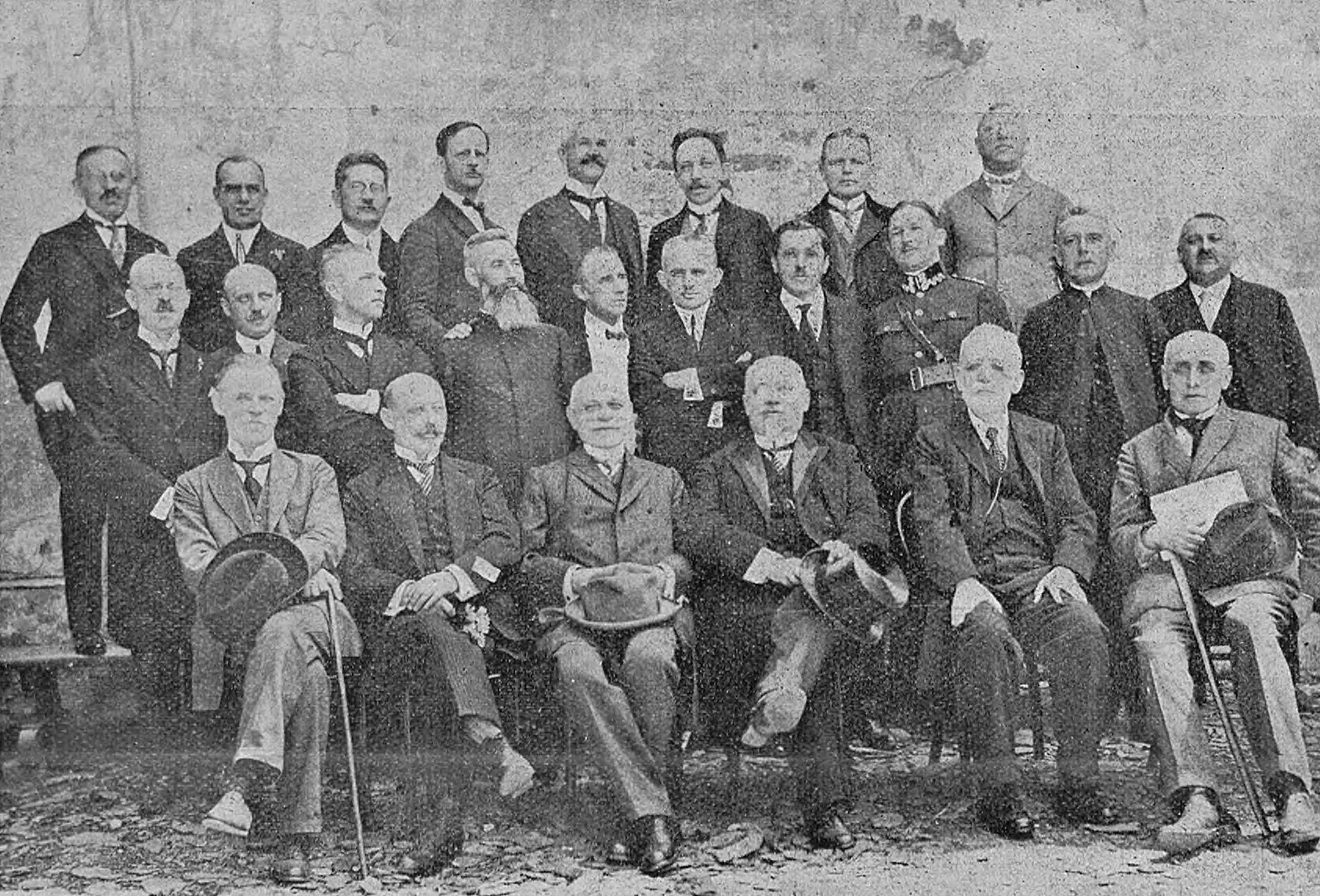
Zjazd absolwentów gimnazjum z 1899 na 25-lecie matury w 1924. Wśród obecnych prof. Mikołaj Sabat

Po odzyskaniu przez Polskę niepodległości władze II Rzeczypospolitej podjęły decyzję o przekształceniu gimnazjum w typ klasyczny. W latach 20. gimnazjum funkcjonowało pod adresem Placu Ignacego Paderewskiego 1 (wcześniej Plac Franciszka I), potem nr 22, później 21. W 1926 w gimnazjum w typie klasycznym prowadzono osiem klas w 10 oddziałach, w których uczyło się 344 uczniów wyłącznie płci męskiej.
W dniach 21-22 września 1928 odbyły się uroczystości jubileuszowe 200-lecia istnienia szkoły. Z tej okazji wydano księgę pamiątkową. W obchodach uczestniczył były uczeń szkoły, ówczesny Marszałek Sejmu RP, Ignacy Daszyński. Odprawiono wówczas nabożeństwa w obrządkach rzymskokatolickim, greckokatolickim, ormiańskim oraz w synagodze. W drugim dniu obchodów odsłonięto tablicę pamiątkową o treści: Doctrina vim promovet insitam. Hor. Carm. IV. 4. 1728–1928. Na pamiątkę jubileuszu 200-lecia istnienia I-go Gimnazjum w Stanisławowie.
Zarządzeniem Ministra Wyznań Religijnych i Oświecenia Publicznego Wojciecha Świętosławskiego z 23 lutego 1937 „I Państwowe Gimnazjum im. Mieczysława Romanowskiego w Stanisławowie” zostało przekształcone w „I Państwowe Liceum i Gimnazjum im. Mieczysława Romanowskiego w Stanisławowie” (państwową szkołę średnią ogólnokształcącą, złożoną z czteroletniego gimnazjum i dwuletniego liceum), a po wejściu w życie tzw. reformy jędrzejewiczowskiej szkoła miała charakter męski, a wydział liceum ogólnokształcącego był prowadzony w typie humanistycznym.

## Dyrektorzy
- Jan Kerekjarto (21.XII.1878-31.I.1898†)[8]
- Paweł Świderski (tymcz. 12.III.1898-)[9]
- Franciszek Terlikowski (01.IX.1898-12.IX.1905)[10][11]
- dr Michał Jezienicki (17.II.1906-01.IX.1925)[12][13][2][14]
- Włodzimierz Trusz (kier. od 01.IX.1925, dyr. od 01.V.1926 do 31.VIII.1929)[15][3][16][17]
- Franciszek Jun (tymcz. kier. od 15 VII 1929[18], dyr. od 01.XII.1930[19], do 1939), zamordowany w dokonanej przez Niemców egzekucji w Czarnym Lesie pod Pawełczem w nocy 14/15 sierpnia 1941[20].

## Nauczyciele
- Jan Dadak
- Kazimierz Firganek
- Antoni Gołkowski
- Michał Grażyński
- Walerian Heck
- Antoni Kwiatkowski
- Franciszek Majchrowicz
- Józef Słotwiński
- Maksymilian Wiśniowiecki
- Walenty Wróbel
- Józef Wyrobek
- Józef Zieliński

W wyżej wymienionym mordzie w Czarnym Lesie zostali zamordowani także inni nauczyciele szkoły.

## Uczniowie i absolwenci
Absolwenci
- Amwrosij Androchowycz – historyk i pedagog (1898)
- Aleksander Emmerling – oficer (1914)
- Jan Hanusz – językoznawca (1877)
- Ryszard Jan Harajda – nauczyciel (1939)
- Marian Janelli – nauczyciel (1893)
- Józef Jasiński – oficer (1916)
- Michał Kłopotowski – oficer (1914)
- Stefan Kossakowski – weterynarz, oficer (1939)
- Franciszek Majchrowicz – nauczyciel, pedagog (1877)
- Roman Saloni – oficer (1913)
- Kazimierz Strzegocki – oficer (1912)
- Stefan Tytor – szachista
- Michał Weichert – teatrolog, reżyser teatralny (1908)
- Józef Wiczkowski – lekarz (1877)
- Karol Zaleski – lekarz (1877)
- Władysław Żyła – duchowny, pedagog (1895)

Uczniowie
- Antoni Czabański
- Ignacy Daszyński
- Wojciech Lachowicz
- Rudolf Lew
- Jan Walewski